# El cavall negre
El cavall negre (títol original: The Black Stallion) és una pel·lícula estatunidenca dirigida per Carroll Ballard, estrenada l'any 1979, adaptació de la novel·la homònima de Walter Farley. Ha estat doblada al català.

## Argument
El 1949, el jove Alec Ramsay torna de l'Índia a bord d'un cargo. El vaixell naufraga i el jove és salvat per un cavall salvatge, un cavall àrab amb vestimenta negra. Es troben tots dos en una illa deserta, el cavall és molt salvatge i no es deixa pas acostar-s'hi. Alec no perd la paciència i, al cap del temps, esdevé amic d'aquest cavall que anomena Black. Són socorreguts tots els dos per una nau de passatge. De retorn a casa, Alec s'adona que el seu cavall salvatge és extremadament ràpid, potser el més ràpid del món. L'entrena doncs, amb l'ajuda d'un vell entrenador de carreres, Henry Dailey, per vèncer dos cavalls mítics de la història de les carreres de galop, Cyclone i Sun Raider.

## Repartiment
- Kelly Reno: Alec Ramsey
- Mickey Rooney: Henri Dailey
- Teri Garr: la mare d'Alec
- Hoyt Axton: el pare d'Alec
- Clarence Muse: Snoe
- Ed McNamara: Jake
- Marne Maitland: capità Drake
- 4 cavalls pel paper de Black: Cass Ole (pura-sang àrab de la ramaderia de pura-sang de San Antonio, Texas), Fae Jur de Stockton, Olympic, i Junior que va ser utilitzat com a cavall combatiu.

## Filmografia d' El cavall negre
- 1979: El cavall negre de Carroll Ballard amb Kelly Reno, Mickey Rooney
- 1983: El retorn del cavall negre de Robert Dalva amb Kelly Reno, Vincent Spano
- 2003: The Young Black Stallion de Simon Wincer i Jeanne Rosenberg amb Patrick Elyas, Richard Romanus

## Premis i nominacions

### Premis
- Nacional Society of Film Critics Award 1979 a la millor fotografia, pel Director de fotografia Caleb Deschanel.
- Oscar especial per l'edició de so per Alan Splet

### Nominacions
- Oscar al millor actor secundari per Mickey Rooney
- Oscar al millor muntatge per Robert Dalva
- Globus d'Or a la millor banda sonora per Carmine Coppola
- BAFTA a la millor fotografia per Caleb Deschane